# 人肉叉燒包II之天誅地滅
《人肉叉燒包II之天誅地滅》（英語：The Untold Story 2）是一部由李修賢監製的犯罪電影，改篇自1993年大埔寶湖花園情婦炸屍案，由黃秋生、張錦程、孫佳君、羅蘭、陸劍明、楊梵主演。

## 劇情
燒臘昌（張錦程）與娟（楊梵）夫婦二人開燒臘店，因收留大陸親戚亞鳳（孫佳君）在飯店幫手，昌與鳳發生婚外情，娟招來殺身之禍，為了毀屍，娟被燒烤成燒味，用作飯店客人佐膳。警探亞生（黃秋生）為飯店常客，憑直覺感不尋常，自動請纓追查此案，在險死還生之下，成功地將殺人及毀屍之凶手，繩之於法。

## 登場人物
| 演員   | 角色             | 粵語配音 | 身份 / 關係 / 備註 |
| 張錦程 | 燒臘昌／阿昌     | 張錦程   | 燒臘店老闆 阿娟丈夫 阿鳳姻親，後反目並遭其折磨 角色原型為大埔寶湖花園情婦炸屍案受害人鍾彩娟之丈夫羅福成                                                                                |
| 楊梵   | 阿娟／叉燒／燒肉 |          | 阿昌妻子 阿鳳表姊，並針對其，後反目並被其殺害 性格刻薄，並在外邊拈花惹草 角色原型為大埔寶湖花園情婦炸屍案受害人鍾彩娟                                                                  |
| 孫佳君 | 阿鳳             | 陸惠玲   | 阿娟之表妹，後反目並將之殺害 阿昌姻親，後反目並折磨他 本片終極大反派，因小時候目睹滅門血案後得了精神病，並導致了心理變態 最後遭探員吞泡擊斃 角色原型為大埔寶湖花園情婦炸屍案兇手錢燕荷 |
| 黃秋生 | 阿生／吞泡       | 黃秋生   | 探員，阿昌好友兼熟客 在燒臘店裏漏下了自己佩槍，前往厠所拿回時被阿鳳搶先一步槍傷 被阿昌救走時擊斃阿鳳                                                                                   |
| 羅蘭   | 三婆             | 羅蘭     | 燒臘店員工 遭阿鳳解僱後在街頭打小人維生，並告訴了阿昌有關阿鳳之傳聞 |
| 陸劍明 | 阿輝             | 陸劍明   | 娟前男友，為其情夫 |
| 黃錦燊 | 阿生上司         | 潘文柏   | 警司 |

## 外部連結
- 開眼電影網上《人肉叉燒包II之天誅地滅》的資料（繁體中文）
- 香港影庫上《人肉叉燒包II之天誅地滅》的資料（繁體中文）
- 豆瓣电影上《人肉叉燒包II之天誅地滅》的資料 （简体中文）
- AllMovie上《人肉叉燒包II之天誅地滅》的资料（英文）
- 互联网电影数据库（IMDb）上《人肉叉燒包II之天誅地滅》的资料（英文）